# Classe LK-60Ja
La classe LK-60Ja, anche nota come Progetto 22220 Arktika, (in cirillico: ЛК-60Я / проекта 22220 Арктика), è una classe di rompighiaccio a propulsione nucleare di fabbricazione russa, sviluppata negli anni duemiladieci ed entrata in servizio nel 2020 presso la flotta rompighiaccio gestita dalla società pubblica Atomflot.
Progettate per rendere navigabili le rotte artiche a navi mercantili e di ricerca scientifica, sono in grado di farsi strada in banchi di ghiaccio spessi fino a 3 metri e dal 2016, anno del varo della capoclasse, sono state insignite del titolo di navi rompighiaccio più grandi al mondo, ereditandolo dalle unità della classe Arktika che sostituiscono.
La costruzione di queste unità si svolge in un momento storico in cui è sempre più forte l'interesse internazionale rispetto all'impiego della rotta artica, la Northern Sea Route, ad uso commerciale in quanto, rispetto alle rotte tradizionali ed in presenza di un adeguato servizio rompighiaccio, si potrebbero diminuire drasticamente tempi e costi di trasporto mercantile tra Oriente ed Occidente.
Di conseguenza, è stata inaugurata una corsa all'Artico che vede coinvolte anche Cina, Stati Uniti e Canada.

## Sviluppo
La capoclasse ha effettuato il viaggio inaugurale verso il Polo Nord poche settimane prima dell'ufficializzazione della sua entrata in servizio.

## Tecnica
I rompighiaccio classe LK-60Ja hanno il doppio scafo. Tra lo scafo esterno e quello interno c'è una zavorra d'acqua, che può essere spostata per aiutare la nave durante le operazioni di rottura. Inoltre, la zavorra può essere pompata fuori, riducendo il dislocamento della nave a 25.450 t, ottenendo così un pescaggio ridotto di 8,55 m. La grande potenza, nonché le dimensioni di queste unità, permettono loro di rompere uno spessore di ghiaccio di quasi 3 m, in maniera continuativa navigando sia in avanti, sia all'indietro.
Tuttavia, la grande potenza dei reattori è anche un limite all'operatività di queste navi: per mantenere i reattori alla giusta temperatura sono costrette a navigare in acque fredde senza quindi poter superare i tropici per dirigersi nell'emisfero meridionale.

## Unità
Tutte le unità sono state costruite nei cantieri navali di San Pietroburgo. 
| Nome       | Cantiere        | Impostazione     | Varo              | Entrata in servizio | Stato         |
| ---------- | --------------- | ---------------- | ----------------- | ------------------- | ------------- |
| Arktika    | San Pietroburgo | 5 novembre 2013  | 16 giugno 2016    | 21 ottobre 2020     | Attivo        |
| Sibir      | San Pietroburgo | 26 maggio 2015   | 22 settembre 2017 | 24 dicembre 2021    | Attivo        |
| Ural       | San Pietroburgo | 25 luglio 2016   | 25 maggio 2019    | 22 novembre 2022    | Attivo        |
| Yakutiya   | San Pietroburgo | 26 maggio 2020   | 22 novembre 2022  | 2024                | prove in mare |
| Chukotka   | San Pietroburgo | 16 dicembre 2020 | 6 novembre 2024   | 2026                | prove in mare |
| Leningrad  | San Pietroburgo |                  |                   | 2028                | Previsto      |
| Stalingrad | San Pietroburgo |                  |                   | 2030                | Previsto      |